# Rosita Quintana
Rosita Quintana, pseudonimo di Trinidad Rosa Quintana Muñoz (Buenos Aires, 16 luglio 1925 – Città del Messico, 23 agosto 2021), è stata un'attrice e cantante argentina naturalizzata messicana.

## Biografia
Nacque in un quartiere popolare della capitale argentina Buenos Aires dove grazie alla nonna si dimostrò subito molto brava ad interpretare i tango motivo per cui dovette lasciare la scuola gestita dalle suore. All'epoca infatti era considerato un ballo immorale.
A soli 15 anni debuttò nel teatro di rivista come corista ma con il suo talento ebbe modo di farsi notare da diverse orchestre fino a ricevere una proposta di lavoro in Messico da Jorge Negrete un'autentica celebrità nazionale decidendosi di stabilirsi nel nuovo paese dove ottenne presto la nazionalità.
Iniziò a lavorare nel cinema nel 1948 e dopo alcuni piccoli ruoli ottenne grande popolarità in tre pellicole che vedevano protagonista il famoso attore German Valdés soprannominato Tin-Tan. Ebbe modo di dimostrare le sue capacità drammatiche in varie pellicole, forse la più famosa è "Adolescenza torbida" diretta dal regista spagnolo Luis Bunuel. Venne chiamata anche in Italia per interpretare "Buongiorno primo amore".
Si divideva con grande successo tra il cinema e la canzone ma un grave incidente automobilistico rischiò di porre fine a tutto. L'ex marito non sopravvisse mentre lei rimase in coma alcune giorni. In seguito ridusse la sua attività anche per seguire i figli, uno naturale e una adottata.
Ha recitato in alcune telenovelas tra le quali Un volto, due donne nel 1987.
Morì a 96 anni a causa di un cancro alla tiroide.

## Filmografia parziale
- Adolescenza torbida (Susana - Susana, demonio y carne), regia di Luis Buñuel (1950)
- Buongiorno primo amore!, regia di Marino Girolami e Antonio Momplet (1957)